# Palais Lanckoroński

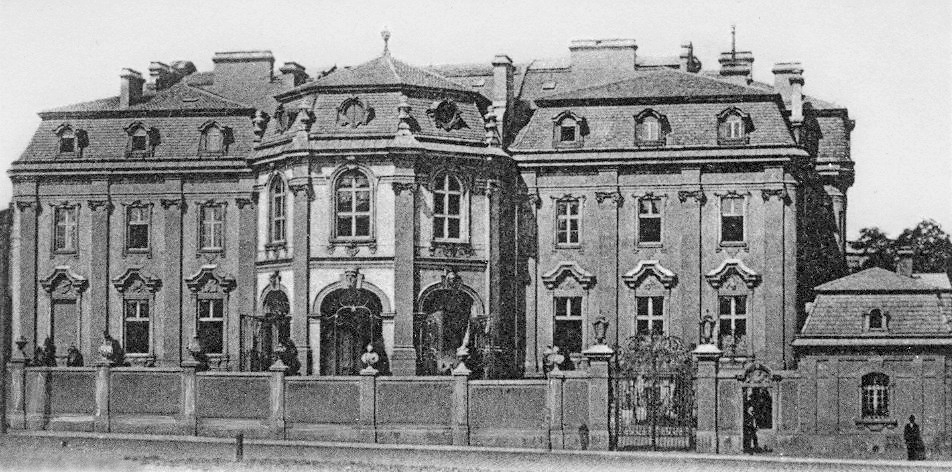
Palais Lanckoroński visto desde la calle en 1895.

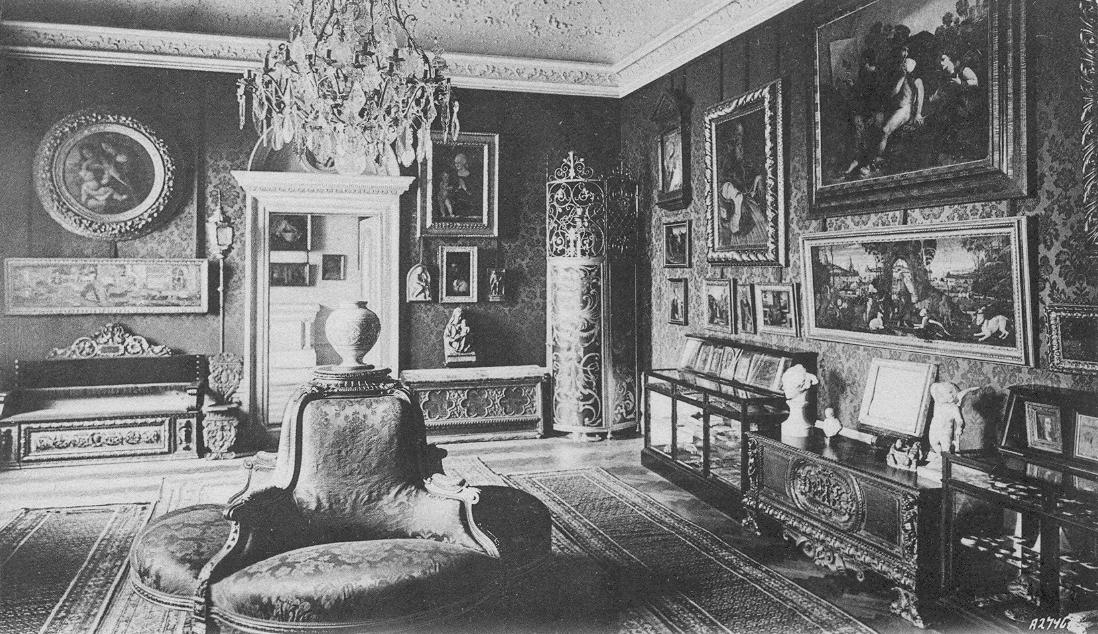
El salón italiano.

El Palais Lanckoroński era un palacio en Viena, Austria, ubicado en Jacquingasse 16-18, en el distrito de Landstraße . Fue construido en 1894-95 para el conde Karol Lanckoroński y su familia como residencia personal, y albergó la enorme colección de arte del conde. El palacio fue construido en un estilo neobarroco por los arquitectos Ferdinand Fellner y Hermann Helmer. El edificio tenía tres pisos de altura, apartado de la calle y protegido por un muro con puertas dobles. El vestíbulo de entrada tenía paneles de madera, dos pisos de altura y estaba decorado con retratos de la familia. Otras salas para fiestas estaban decoradas con frescos y lujosos tapices de gobelin del siglo XVII. Se organizaron preciosas pinturas, muebles y esculturas de diferentes épocas para formar conjuntos temáticos en las diversas habitaciones, con las habitaciones nombradas para reflejar la colección que se encontraba dentro. El palacio sufrió graves daños en la Segunda Guerra Mundial y fue demolido en la década de 1960. 

## Historia

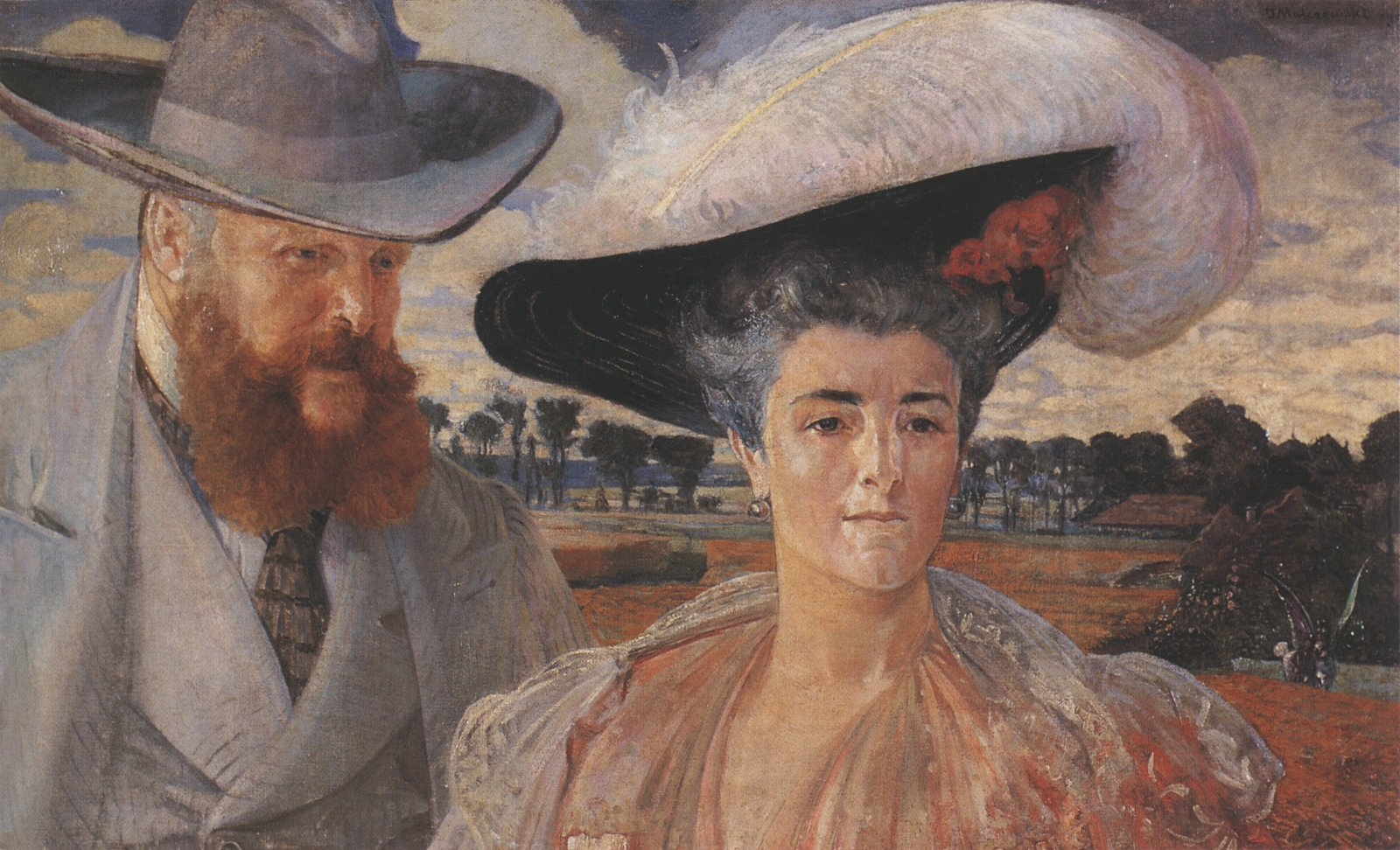
Retrato del conde Karol Lanckoroński y su esposa Małgorzata.

La noble familia Lanckoroński, aristócratas originarios de Galicia, reunió una importante colección de arte a través de las sucesivas generaciones, incluyendo pinturas renacentistas italianas, así como cuadros alemanes, franceses y holandeses, esculturas antiguas, bronces, miniaturas de vidrio y porcelana. El conde Karol Lanckoroński continuó el interés de su familia en la colección. Fue coleccionista, arqueólogo, mecenas del arte, autor y conservador y también fue chambelán del emperador Francisco José I. Sus añadidos a la colección incluyeron esculturas antiguas, así como pinturas de Tintoretto, Canaletto y Rembrandt . La colección de arte en el Palacio Lanckoroński se convirtió en una de las más grandes de Viena bajo su dirección. Los artistas Hans Makart, Viktor Oskar Tilgner, Arnold Böcklin, Kaspar von Zumbusch y Auguste Rodin fueron visitantes frecuentes del palacio. Escritores y autores como Hugo von Hofmannsthal y Rainer Maria Rilke también lo visitaron. Después del final del Imperio Austrohúngaro, el Conde decidió regresar a Polonia y comenzó a trasladar una gran parte de su colección a la herencia ancestral de la familia en Galicia. 
Con la anexión de Austria a la Alemania nazi en 1938, los nazis confiscaron el palacio. Dado que el heredero, el conde Anton Lanckoroński, era ciudadano polaco, recibió el nuevo Reglamento sobre el tratamiento de los bienes de los nacionales del antiguo Estado polaco. La colección de arte restante fue confiscada en 1939 después del estallido de la guerra con Polonia. 
Adolf Hitler decretó que todas las obras confiscadas en Austria deberían permanecer dentro del país, aunque los artículos comprados podrían exportarse. Esta medida se introdujo como resultado de la adquisición por parte del Reichsmarschall Hermann Göring de dos pinturas de la colección Lanckoroński. Göring mantuvo las pinturas a pesar de una orden de Hitler de devolverlas; sin embargo, el decreto evitó la pérdida de la mayoría de las obras de arte de Austria más allá de sus fronteras.
Muchos objetos de arte fueron llevados a Schloss Hohenems en el estado de Vorarlberg para su custodia durante la Segunda Guerra Mundial. Desafortunadamente, la mayoría de los objetos llevados allí fueron víctimas del fuego. El propio Palacio Lanckoroński fue saqueado después de la guerra y también sufrió un incendio. El palacio fue reparado temporalmente, pero luego fue abandonado y cayó en mal estado. Los costos financieros para una renovación se consideraron demasiado altos, por lo que durante la década de 1960 el palacio fue completamente demolido y se construyó un moderno edificio de oficinas de Hoffmann-La Roche en el mismo lugar.  La colección de arte que sobrevivió se encuentra dispersa entre varios museos y colecciones privadas.

## Colección Lanckoroński

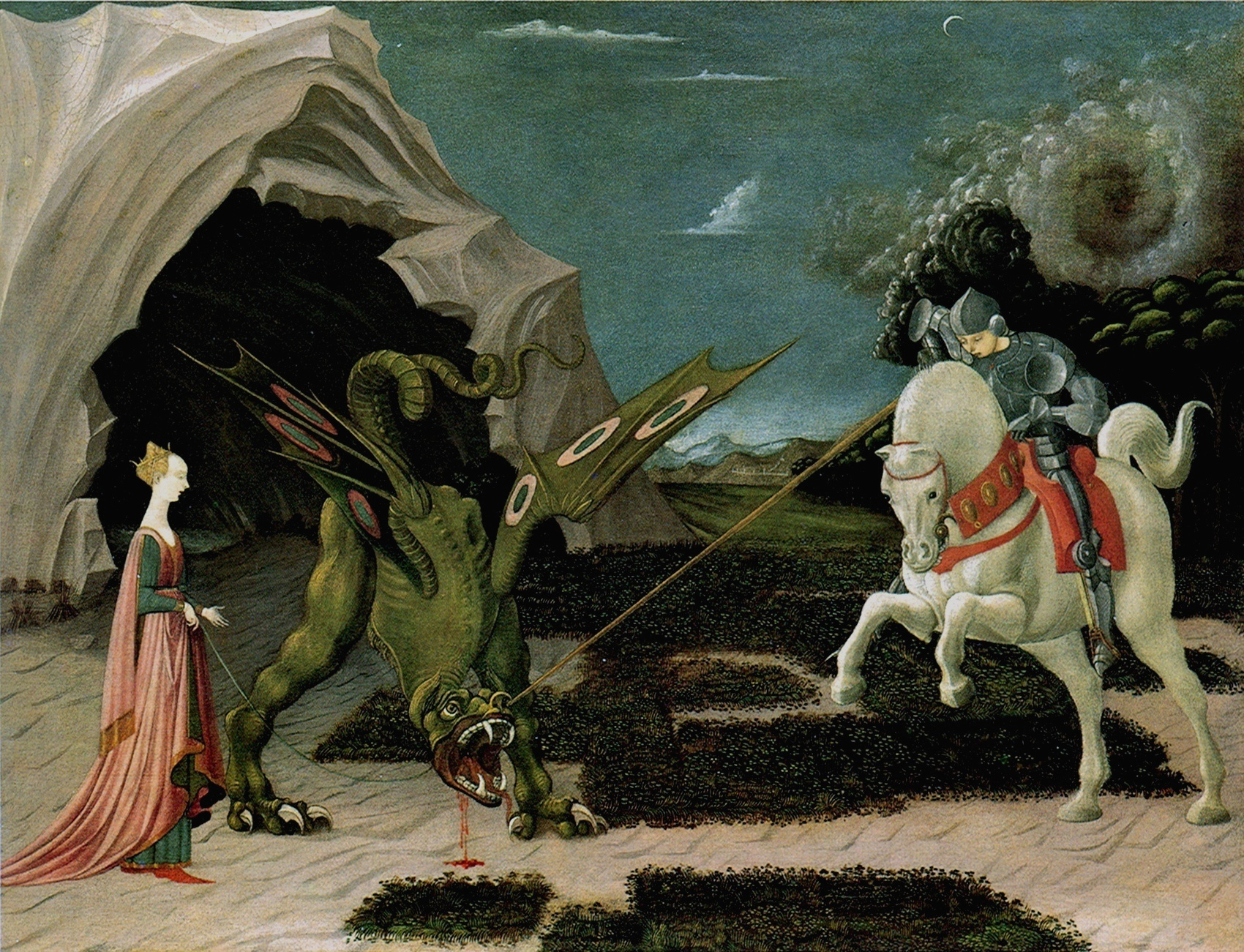
San Jorge y el Dragón, de Paolo Uccello, hoy en la National Gallery de Londres.

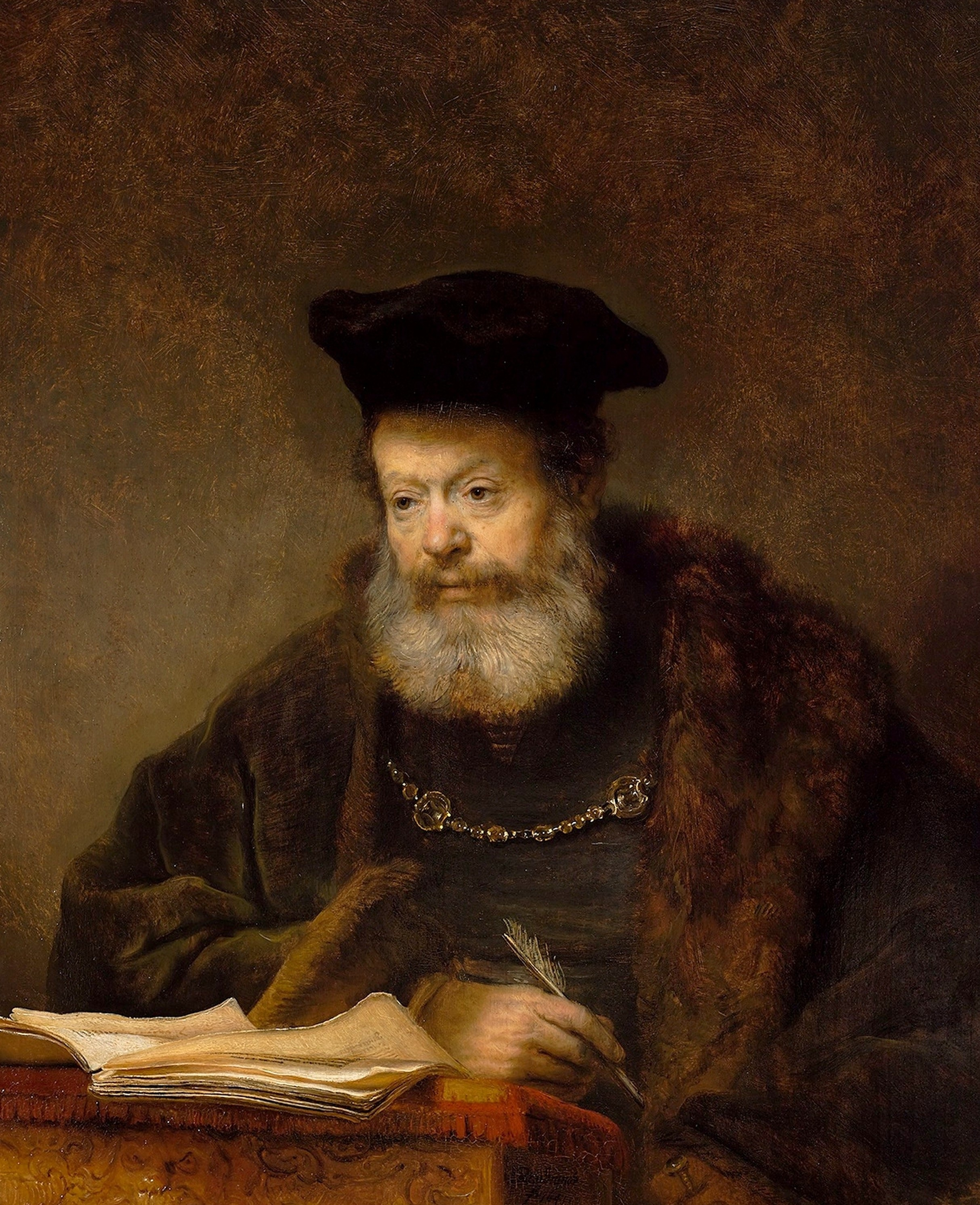
The Scholar at the Actern (conocido como El padre de la novia judía), de Rembrandt

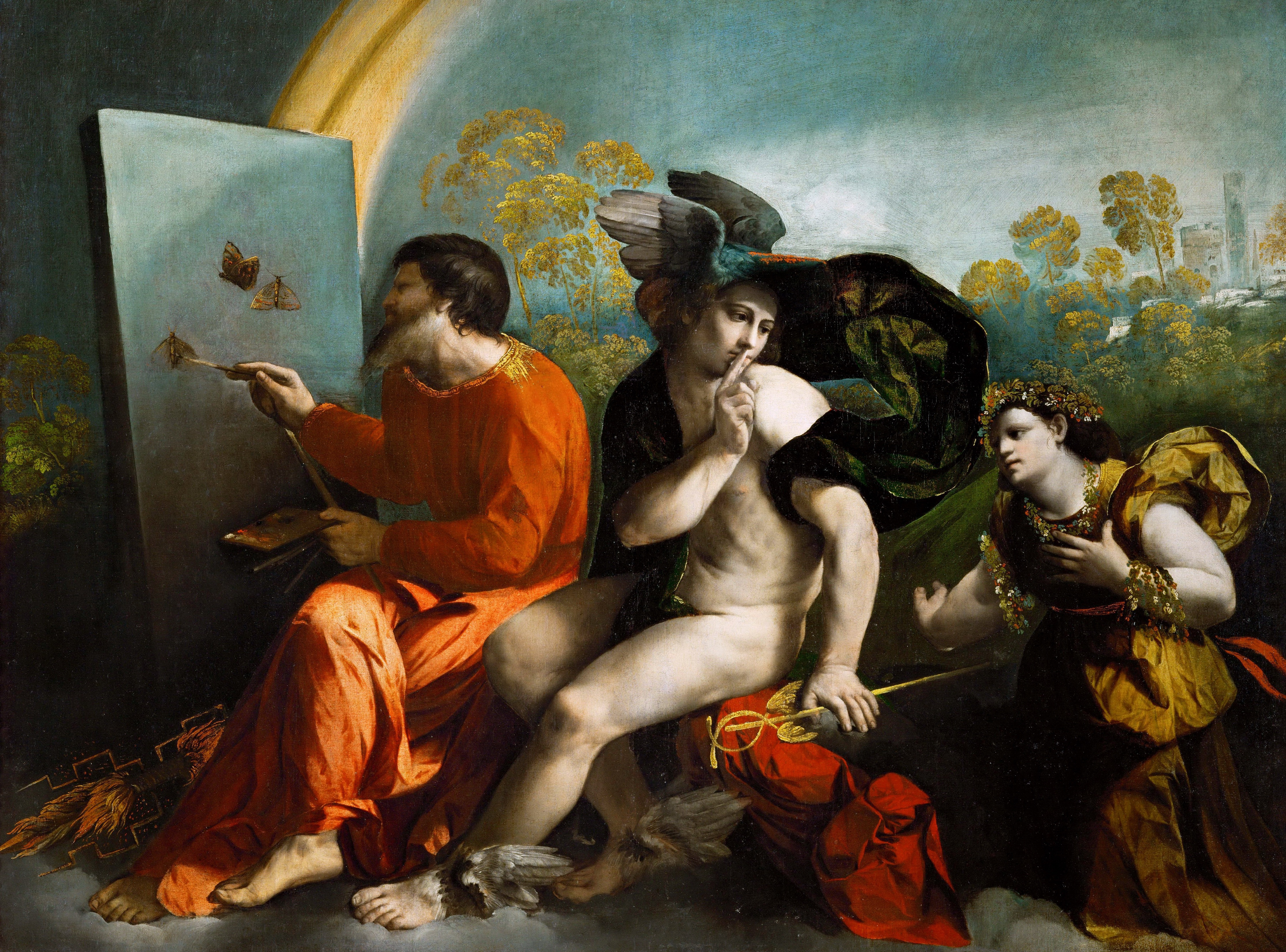
Júpiter, Mercurio y Virtud, por Dosso Dossi

Muchos de los objetos de la colección provenían originalmente del Castillo Real de Varsovia. Consistían en una gran cantidad de pinturas que colgaban en la "Galería de Stanisław August", llamada así por el rey Stanisław August Poniatowski . Después de la partición de Polonia en 1795, muchos de los objetos del Castillo Real que fueron vendidos fueron comprados por familias nobles polacas, incluido los Lanckoroński. Otras piezas adquiridas también incluyen esculturas, textiles y platería. Los tres herederos vendieron los objetos de arte que quedaron después de la Segunda Guerra Mundial a la Galería Nacional de Londres, así como al Museo Kunsthistorisches de Viena. Algunos objetos también fueron presentados como regalo a Polonia por la hija menor del conde Lanckoroński, la condesa Karolina Lanckorońska, en la década de 1990. Los elementos de la colección Lanckoroński se pueden ver en el Castillo Real de Wawel en Cracovia y en el Castillo Real de Varsovia . 

### Pinturas en el Castillo Real, Varsovia
Las pinturas de la colección que anteriormente se encontraba en Viena y que actualmente se encuentran en el Castillo Real de Varsovia, incluyen:
- Adriaen van Ostade, El fumador y el borracho
- Anton von Maron, los hermanos Franciszek y Kazimierz Rzewuski con edificios romanos en el fondo
- David Teniers el Joven, Médico rural
- Rembrandt van Rijn, Erudito en un escritorio (conocido como El padre de la novia judía ) y Mujer joven en un marco (conocida como La novia judía ),[4]

Hay otras obras de Ludolf Backhuysen y Philips Wouwerman . 

### Pinturas en el Castillo Real de Wawel, Cracovia
82 obras de la colección Lanckoroński que fueron donadas por la heredera Condesa Karolina Lanckorońska se encuentran ahora en Cracovia. Estas incluyen obras de Simone Martini, Bernard Daddi, Bartolo di Fredi, Apollonius di Giovanni, Jacopo del Sellaio, Vittore Crivella, Dosso Dossi, Garofalo .:
- Bartolo di Fredi, San Agustín
- Niccolò di Tommaso, Madonna y niño con santos y ángeles
- Simone Martini, Angel
- Bernardo Daddi, Madonna entronizada y niño
- Sano di Pietro, Madonna
- Rosselló di Jacopo Franchi, Madonna y Niño
- Dosso Dossi, Júpiter, Mercurio y Virtud (Donado por el Dr. Anton Lanckoronski al Kunsthistorisches Museum en Viena. La pieza fue restituida al heredero en 2000, y luego entregada al Museo Wawel)[6]

### Pinturas en la Galería Austríaca
Las obras en la Galería Belvedere en Viena incluyen:
- Heinrich Angeli, Margarethe Gräfin Lanckoronska
- Carl von Blaas, Leonie Gräfin Lanckoronska, geb. Gräfin Potocka, mit ihrem Sohn Karl

### Pinturas de Rudolf von Alt
El pintor realista Rudolf von Alt conoció al conde Lanckoronski en Nuremberg el 29 de agosto de 1881. En el otoño de ese año, ejecutó una serie de diez interiores de los apartamentos del Conde. Las pinturas a veces se confunden como representaciones interiores del Palacio del conde en Jacquingasse. Las pinturas, sin embargo, son de su antigua residencia en Riemergasse 8, en Innere Stadt de Viena.
La serie de acuarelas representa varias salas decoradas con pinturas y esculturas de los siglos XVII y XVIII. En algunas, se puede ver al conde sentado en uno de los sillones, leyendo un libro. Utilizando una técnica refinada, von Alt describió con mucha precisión todas las obras de arte, que son fáciles de identificar. Por ejemplo, se puede ver el busto de Friedrich von Schiller, realizado por Johann Heinrich Dannecker, así como pinturas de Thomas Gainsborough, Anton von Maron, Jacob Isaakszoon van Ruisdael y Ferdinand Georg Waldmüller.

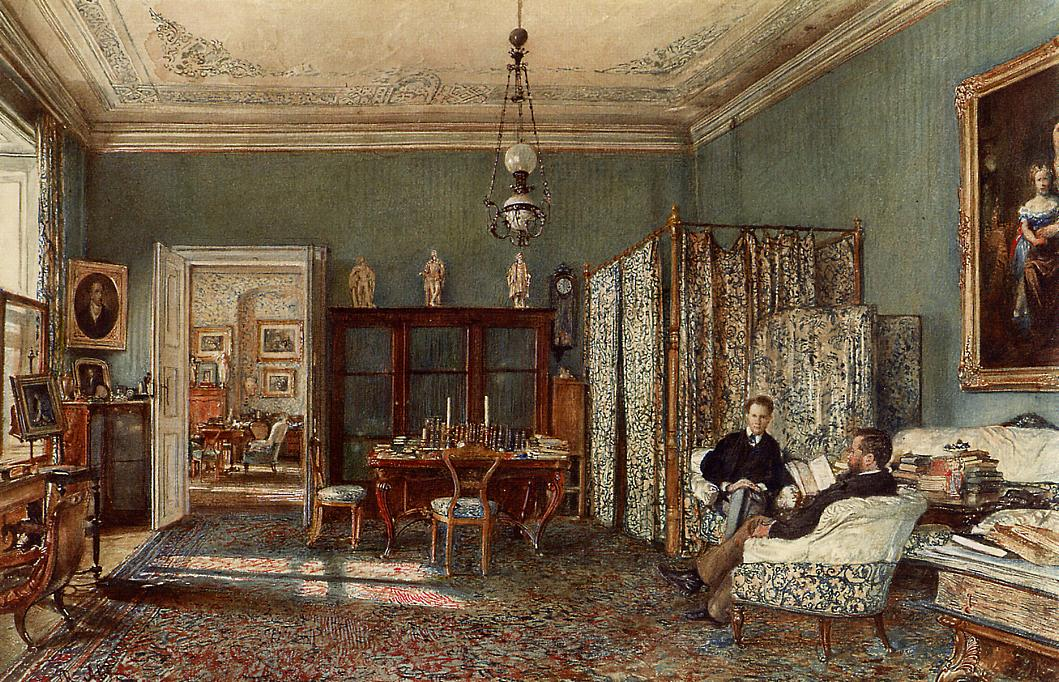
La sala de la mañana en los apartamentos Lanckoronski, pintada por Rudolf von Alt
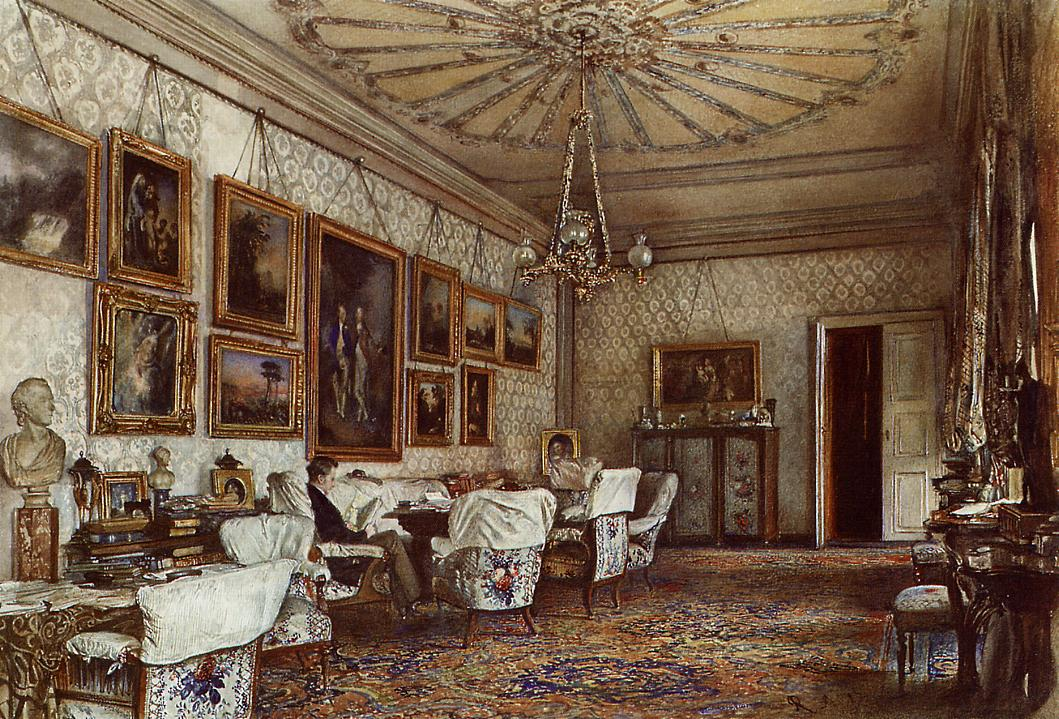
Uno de los salones
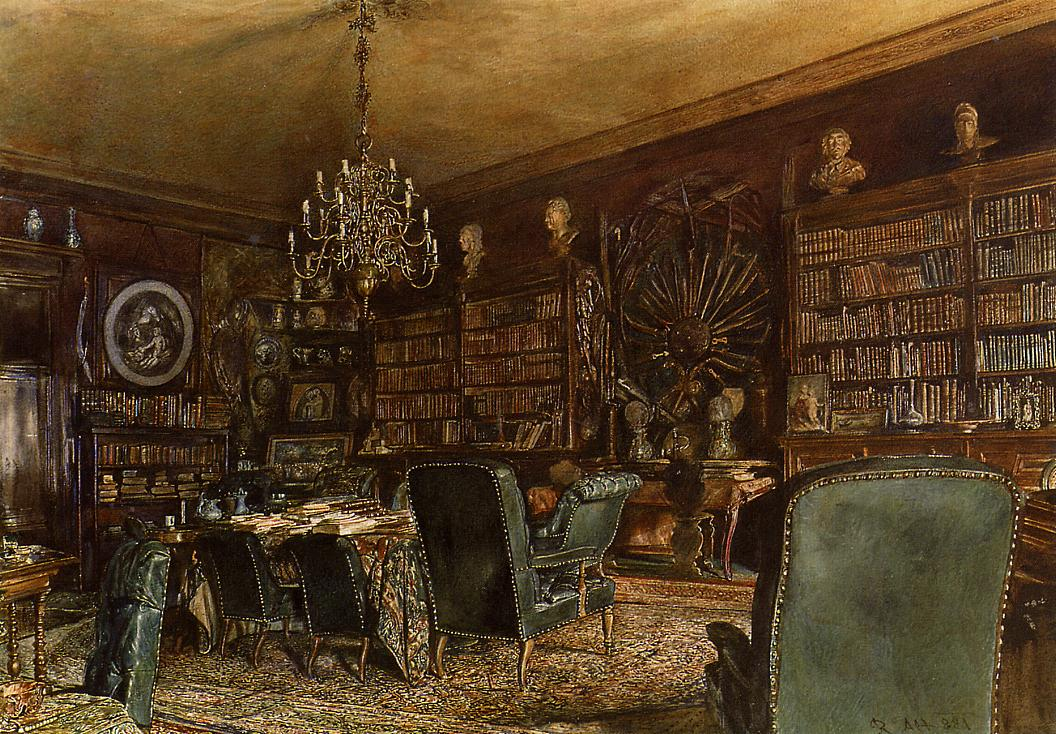
La biblioteca
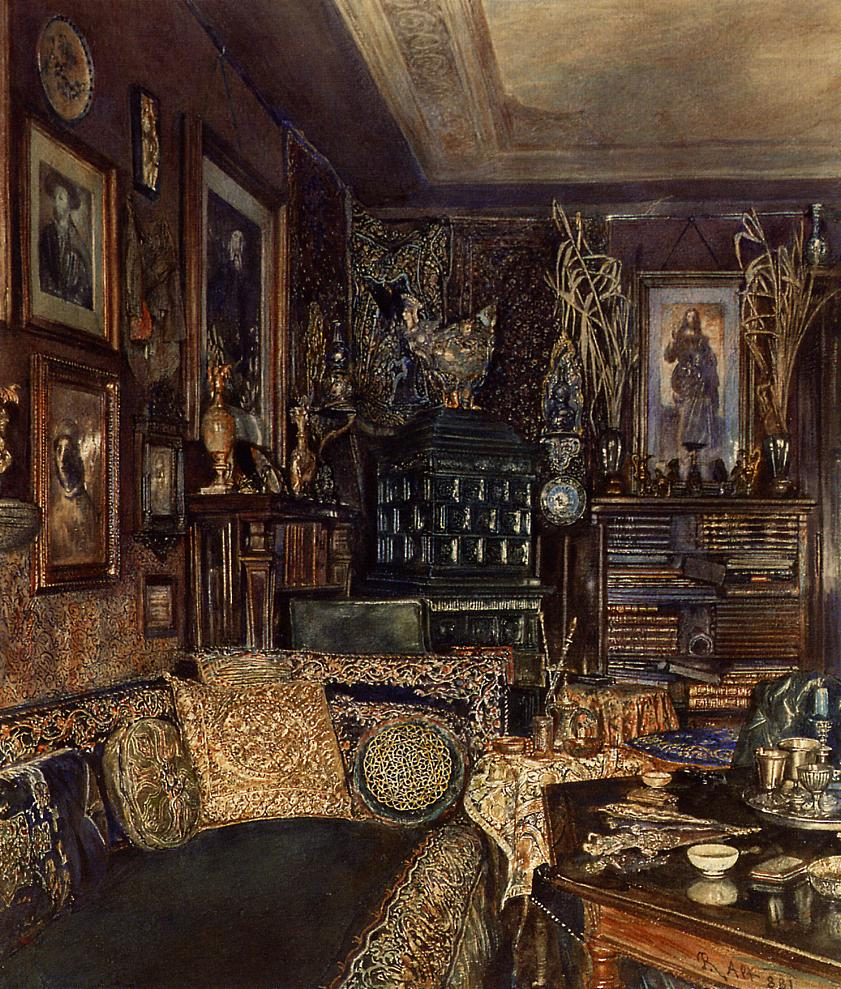
La oficina del conde